# Agathotoma stellata
Agathotoma stellata é uma espécie de gastrópode da família Conidae.